# 30 î.Hr.

## Nașteri
- dată necunoscută: Iosif din Nazaret sfânt creștin, soț al Mariei și tată al lui Iisus (d. 20)

## Decese
- 1 august: Marc Antoniu, general și politician roman, locotenent al lui Iulius Cezar, membru, alături de Octavianus și Lepidus, al celui de-al doilea triumvirat (43 î.Hr.), (n. 82 î.Hr.)
- 12 august: Cleopatra (Cleopatra a VII-a), ultimul faraon al Egiptului, considerată ca fiind una din cele mai puternice femei ale lumii (n. 69 î.Hr.)